# Музей холодной войны (США)
Музей холодной войны — военно-исторический музей в Уоррентоне, штат Виргиния, США. Музей был основан в 1996 году сыном Фрэнсиса Гэри Пауэрса (американского пилота, сбитого в 1960 году над территорией СССР).
Среди экспонатов — обгоревший обломок «У-2», который сыну Фрэнсиса Гэри Пауэрса удалось приобрести в России, лётный костюм, шлем, а также коврик, который отец смастерил из картофельного мешка в заключении.